# 10064 Hirosetamotsu
10064 Hirosetamotsu (tên chỉ định: 1988 UO) là một tiểu hành tinh vành đai chính. Nó được phát hiện bởi Takuo Kojima ở YGCO Chiyoda Station ở Nhật Bản ngày 31 tháng 10 năm 1988. Nó được đặt theo tên Tamotsu Hirose, nhà thiên văn học Nhật Bản.